# 稀疏語言
在計算複雜性理論裡面, 稀疏語言是一種形式語言 (一堆字串的集合字串)，並且這語言內長度為n的字串個數，被一個n的多項式所限制住。 這種語言主要被用來研究NP這類語言與其他種類語言的關係。包含所有稀疏語言的複雜度類被稱作SPARSE。
稀疏語言會被叫做稀疏的原因是因為，對任何語言，長度為n的字串可能性個數總共有2n個，而如果某特定語言只有包含這一些字串裡面的多項式個數個，那這語言所包含字串的比例會隨著n的成長很快的減少。 所有一元語言都是稀疏語言。一個稀疏語言比較不單純的例子是，某個語言包含所有恰有k個1(k是某個常數)的二進位字串，; 對任何長度n, 這個語言僅包含{\displaystyle {\binom {n}{k}}}個字串, 而這個數字則被 nk給限制住。

## 與其他語言的關係
SPARSE包含了TALLY(包含所有一元語言的複雜度類)，因為TALLY裡面每一種長度的字串至多只有一個。雖然並非所有的P/poly語言都是稀疏語言，但對任何在P/poly裡面的語言均存在一個將之轉換為稀疏語言的多項式時間變換。 在1979年，Fortune 證明若任何稀疏語言是co-NP-完全，則P = NP； Mahaney在1982年利用這個證明了如果任何稀疏語言是NP-完全, 則 P = NP (這就是Mahaney's theorem). 在1991年， Ogihara和Osamu提出一個基於left-sets的比較簡單的證明。 EXPTIME ≠ NEXPTIME 若且唯若存在任何屬於NP的稀疏語言不屬於P。 在1999年，基於之前Ogihara的證明，Jin-Yi Cai和D. Sivakumar證明出若存在任何稀疏語言是P-完全 問題，則L = P.

## 外部連結
- Lance Fortnow. Favorite Theorems: Small Sets. April 18, 2006. http://weblog.fortnow.com/2006/04/favorite-theorems-small-sets.html （页面存档备份，存于）
- Bill Gasarch. Sparse Sets (Tribute to Mahaney). June 29, 2007. http://weblog.fortnow.com/2007/06/sparse-sets-tribute-to-mahaney.html （页面存档备份，存于）

- Complexity Zoo: SPARSE